# Archivzentrum Hattingen-Sprockhövel

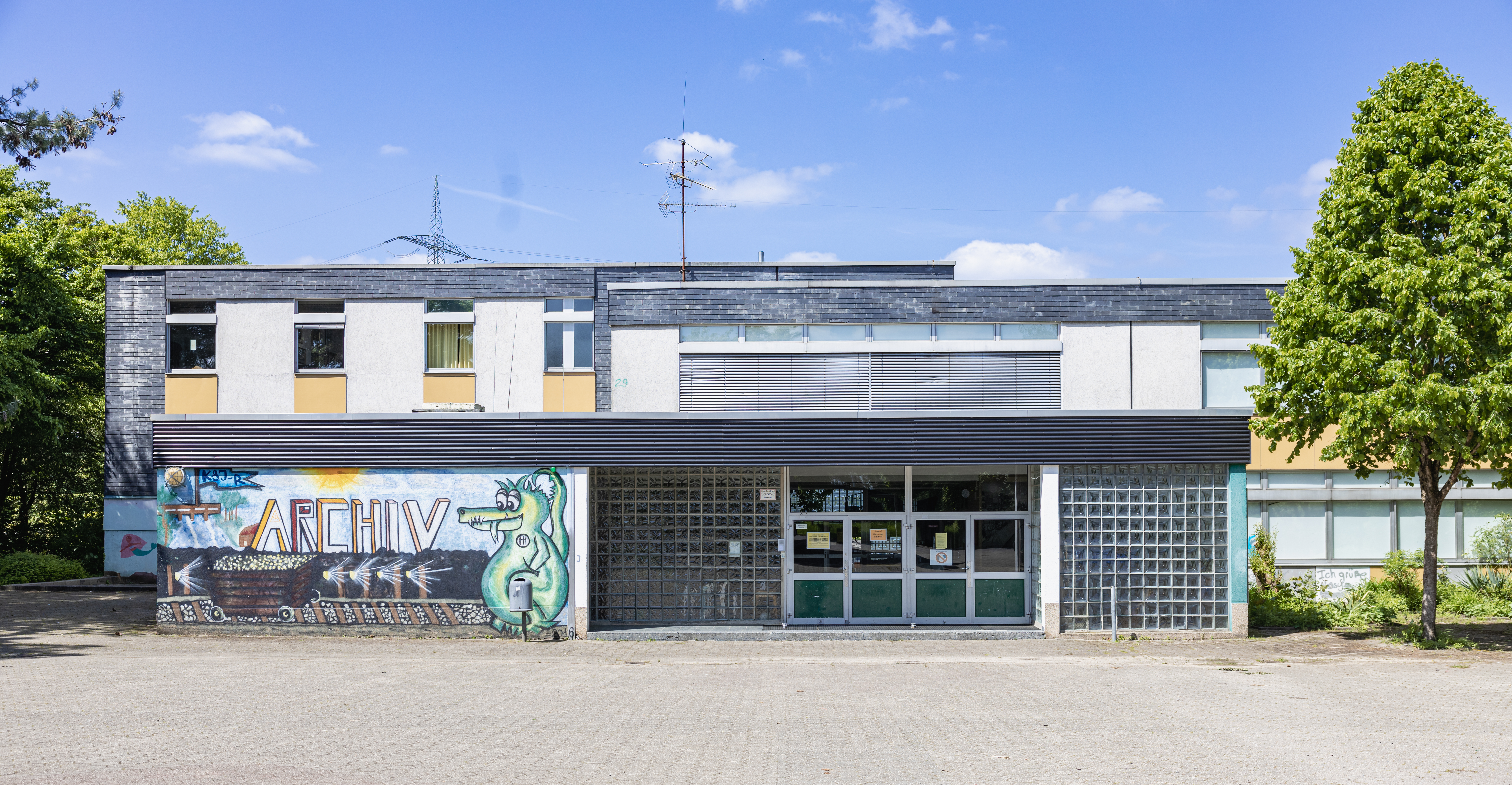
Archivzentrum Hattingen-Sprockhövel in der ehemaligen Grundschule Rauendahl.

Das Archivzentrum Hattingen-Sprockhövel befindet sich im Ortsteil Rauendahl, Hattingen, am Standort der ehemaligen Grundschule Rauendahl. Es beherbergt zwei Stadtarchive.

## Stadtarchiv Hattingen
Das Stadtarchiv Hattingen verwahrt Schriftgut, Zeitungen, Fotos und auch private Nachlässe zur Dokumentation und Erforschung der Stadtgeschichte. Es befindet sich seit 2013 in Rauendahl.
Das Archiv verwahrt über 200 Nachlässe von Firmen, Parteien, Vereinen und Verbänden, Privatpersonen und Familien, darunter der Synagogengemeinde Hattingen, des Heimatvereins Hattingen, des Armenfonds Blankenstein, Haus Hardenstein, Kreisschulinspektion Hattingen, Leo Gottwald KG/Mönninghoff (Flanschenfabrik), C. Hundt sel. Witwe (Zeitungsverlag und Druckerei), von den Heimatforschern Heinrich Eversberg, Paul Freisewinkel und Erwin Wied sowie von Pressefotograf Hans Saamann.
Stadtarchivar ist Thomas Weiß.

## Stadtarchiv Sprockhövel
2018 zog auch das Stadtarchiv Sprockhövel aus Platzgründen in das Gebäude; die beiden Kommunalarchive sind als Institutionen getrennt, nutzen jedoch gemeinsame Infrastruktur und bilden zusammen das Archivzentrum Hattingen-Sprockhövel. Leiterin ist Marlene Klutzny.
Im Sprockhöveler Stadtarchiv finden sich unter anderem Literatur zu bekannten Persönlichkeiten der Stadt sowie Protokolle der Ratssitzungen und Adressbücher ab 1835. Für die städtische Verwaltung bedeutet das Archiv die Gewähr der Rechtssicherheit, indem wichtige Akten, Verträge und Beschlüsse bereitgehalten werden.

Die Sprockhöveler Zeitung, ab 1934 Sprockhövel Haßlinghauser Zeitung, bestand von 1898 bis 1945. Schwerpunkt der Lokalzeitung war das Ortsgeschehen in Sprockhövel und Haßlinghausen, heute ein Stadtteil von Sprockhövel, Ennepe-Ruhr-Kreis. Der Heimat- und Geschichtsverein Sprockhövel archivierte die Bände von 1898 bis 1945 mit Ausnahme der Bände 1904, 1912 und 1914. Er überließ 2022 diese dem Stadtarchiv Sprockhövel als Schenkung nebst Zeitungsbänder der Hattinger Zeitung bzw. Ruhr-Anzeiger. Im Archiv sind Reproduktionen möglich.